# Das tanzende Herz (1953)
Das tanzende Herz ist ein deutscher Spielfilm (Ballettfilm, Musikfilm, Verwechslungskomödie), den Wolfgang Liebeneiner 1953 für die Berliner Capitol-Film inszeniert hat.

## Handlung
Ort der Handlung ist eine fiktive Residenzstadt in Österreich, die Zeit das Biedermeier. Die junge Susanne Haberling hat in Wien zwei Jahre lang Ballett studiert und kehrt nun zu ihrem Vater zurück. Der berühmte Ballettmeister Roberti ist in der Stadt, Susanne will bei ihm vortanzen und hofft auf eine Karriere.
Ihr Vater, der Hofmechanikus Haberling, ist in Schwierigkeiten. Beim windigen Bankier Leopold, dem sogar der Fürst Geld schuldet, hat er sich 5.000 Taler geliehen. Leopold droht ihm das Haus zu pfänden und will auch nicht warten, bis Haberling die mechanische Puppe, die er gebaut hat, dem Fürsten verkauft. Als ihm die attraktive Susanne ins Auge fällt, ändert er seine Taktik aber und gibt sich vorübergehend großmütig. Anlässlich seiner bevorstehenden Ernennung zum Kommissionsrat gibt er einen Ball, auf dem er Susanne näherzukommen und ihre Hand zu gewinnen hofft. Leopold ist jedoch nicht der einzige Bewerber um Susanne; auch deren Jugendgefährte Viktor hat sich in die junge Frau verliebt. Als die beiden ungleichen Rivalen über ihre Tanzkarte in Streit geraten, verlässt Susanne das Haus.
Später bringen sowohl Viktor als auch Leopold ihr – an jeweils verschiedenen Seiten des Hauses – ein Ständchen. Susanne entdeckt ihr Herz für Viktor; damit Leopold vom Geschehen auf der anderen Seite des Hauses abgelenkt ist, stellt sie die mechanische Puppe ins Fenster, die ihr aufs Haar gleicht. Weil die Puppe dann aber nicht aufhört, Leopold zuzuwinken – was dieser als Ermutigung deutet –, versucht Susanne die Puppe anzuhalten. Dabei zerbricht sie. Leopold entdeckt seinen Rivalen und verlässt aufgebracht das Haus.
Bevor Haberling und sein Assistent Julius die Puppe reparieren können, erscheint unerwartet der Fürst, der vor Neugier auf das Kunstwerk brennt und sofort eine Demonstration wünscht. Er wird begleitet von Ballettmeister Roberti. Wie der Zufall will, erscheint gleichzeitig auch Leopold zusammen mit dem Gerichtsvollzieher, um die Schulden einzutreiben. Leopold weiß von der Zerstörung der Puppe und ist mehr als neugierig zu sehen, wie Haberling sich aus dieser Situation herauswinden will. Dann schlüpft aber Susanne in die Rolle der tanzenden Puppe. Der Fürst ist begeistert, ernennt Haberling zum Hofrat und bestimmt, dass die Puppe abends in Robertis Ballett auftreten soll. Leopold hat den Schwindel natürlich durchschaut und verlangt die angebliche Puppe – also tatsächlich Susanne – als Sicherheit.
Viktor hält bei Haberling um Susannes Hand an und folgt Leopold in dessen Hotel, weil er zu Recht fürchtet, dass Leopold dort versuchen wird, sich an Susanne zu vergreifen. Susanne entkommt Leopold, schließt sich über Nacht in eine Besenkammer ein und eilt dann in Viktors Arme. Dieser hat mittlerweile mit seinem Vater gesprochen, einem einflussreichen Höfling, der den Fürsten über Leopolds Machenschaften informiert hat. Als Leopold darauf besteht, die „gestohlene“ Puppe zurückzuerhalten, lässt der Fürst es sich von ihm schriftlich geben, dass er nach Erhalt der Puppe auf alle weiteren Forderungen – gegen ihn selbst und gegen Haberling – verzichten werde.
Haberling gelingt die Reparatur der Puppe, vor allem des „Herzens“: dem delikaten Mechanismus, der die Puppe im Gleichgewicht hält. Da Susanne von der gelungenen Reparatur zunächst nichts weiß, schlüpft sie noch einmal in die Puppenrolle; dann kommt die Puppe jedoch ebenfalls auf die Bühne. Roberti ist von der 2-Puppen-Tanznummer so begeistert, dass er Susanne, die inzwischen mit Viktor verlobt ist, engagiert. Leopold bekommt statt Susanne nur die Puppe.

## Produktion und Auswertung
Der aufwendig in Agfacolor gedrehte Film entstand in den Studios in Berlin-Tempelhof. Gertrud Kückelmann war, seit sie 1951 den Bundesfilmpreis als „Beste Nachwuchsdarstellerin“ erhalten hatte, eine der beliebtesten jungen Filmschauspielerinnen Deutschlands. Das tanzende Herz war ihre zweite Zusammenarbeit mit Regisseur Wolfgang Liebeneiner; nur wenige Monate zuvor hatte Kückelmann unter seiner Regie Die Stärkere gedreht. Die Tochter einer Schauspielerin hatte von klein auf Ballettunterricht genommen, war 1942–1946 Elevin am Ballett der Münchner Staatsoper gewesen und hatte auch danach weiter getanzt, bis sie schließlich auch Schauspielunterricht genommen und 1949 ihr Bühnendebüt an den Münchner Kammerspielen hatte. Das tanzende Herz war Kückelmanns erster und einziger Ballettfilm. Heinz Rosen, der im Film den Ballettmeister spielt, hat die Tanzszenen choreografiert. Im Mai 1953 hatte Rosen am Münchner Theater am Gärtnerplatz Jacques Chailley und Jean Cocteaus Ballett La Dame la licorne uraufgeführt und damit Weltruhm erlangt.
Der Prisma-Verleih übernahm die Kinoauswertung. Uraufgeführt wurde der Film am 23. Oktober 1953 im Aegi Hannover.

## Kritik
„[…] biedermeierliche Commedia im Stil von Hoffmanns Erzählungen, ein mit Geschmack und Fröhlichkeit zubereitetes Filmmärchen, das auch choreographisch gefällt.“